# 扁头虫属
扁頭蟲（學名：Soomaspis），為在南非奧陶紀地層發現的一種早期小型海生節肢動物，身長約3公分

## 命名
扁頭蟲的屬名Soomaspis由Soom（南非一處頁岩）與aspis（希臘語中的殼）組成，種小名splendida則是拉丁文中的「亮麗」。